# 萨尔布拉克河
萨尔布拉克河（سارى بۇلاق），位于中华人民共和国新疆维吾尔自治区伊犁哈萨克自治州霍城县东部的一条河流，伊犁河右岸支流。河名为哈萨克语意为“黄色的泉”。发源于天山支脉科古琴山西段南麓，上游称库尔特冷苏河，先向东南流，再转向南流，左纳萨尔布拉克能恰特转向西，过萨尔布拉克镇转向西南，经霍城县城，于惠远镇老城村以西汇入伊犁河。河流全长90千米，流域面积1184平方千米。沿岸有217国道著名的“独库公路”段沿河而下。